# 春好斎北洲
春好斎 北洲（しゅんこうさい ほくしゅう、生没年不詳）とは、江戸時代の大坂の浮世絵師。

## 来歴
松好斎半兵衛の門人でのちに葛飾北斎に入門したといわれている。俗称治兵衛。初名は春好、後に春好斎、雪花亭と号す。大坂の椹木町、石屋橋東詰に住んだ。当初半兵衛門人として活動していたが文政元年（1818年）、春好斎北洲と改名し北斎が使った「よしのやま」の印を用いている。また翌文政2年刊行の北斎の絵手本『北斎画式』には、「摂陽浪花校合門人」として「雪花亭北洲」の名があり、以後の画風にも北斎風が窺えるという。ただし北洲が、北斎から実際に絵の指導を受けたかどうかは定かではない。
大判錦絵に限れば約300点を残したといわれ、上方では質量ともに最大量の役者絵を残した浮世絵師であった。北洲は流光斎如圭や松好斎の様式を受け継ぎ、それに役者が映える姿を強調する江戸の趣味を加味して、上方役者絵を完成に導いており、文政以降の上方絵の方向性を決定づけている。役者絵の中では、大首絵、舞台画に特色があり、読本、芝居根本などにも描いていた。文化6年（1809年）から天保3年（1832年）までにかけての作品が知られているが、文政期前半が北洲の最盛期で、半身像の大首絵に名品が多く見られる。他に門人の春蝶、春陽斎北敬などと2枚続の錦絵を合作したものもある。肉筆による役者絵も描いている。春曙斎北頂、春梅斎北英を始め春暁斎北晴、春旭斎北明、北心斎春山、春信及び彫師の嘉助など北洲の門人は多く、蘭英斎芦国系と上方の浮世絵界を二分する勢力を形成した。他にも北松、楳莚、春敬、春渚（春要）、画登軒春芝、春子、春錦、春郷が門人であったと推定されるが寡作の絵師が多かった。

## 作品

### 版本挿絵
- 『文月恨切子』　絵入根本　※文化7年
- 『猿曳門出乃諷』　絵入根本　※文化7年か
- 『傾城黄金鱐』　絵入根本　※文政2年（1803年）

### 錦絵
- 「けいせい廓船諷　はしとみ両助・嵐吉三郎　女房おゆき・中山よしを」　細判　早稲田大学演劇博物館所蔵　※文化7年正月、大坂角の芝居『けいせい廓船諷』より
- 「源五兵衛・中村歌右衛門」　大判　早稲田大学演劇博物館所蔵　※文化10年8月、大坂中の芝居『新歌街紅摺』より
- 「金輪五郎今国・中村歌右衛門　おみわ・嵐小六」　大判　池田文庫所蔵　※文政4年3月、角の芝居『妹背山婦女庭訓』より
- 「兵庫頭頼政・嵐橘三郎」　大判　早稲田大学演劇博物館所蔵　※文政4年（1821年）8月、大坂北新地芝居『頼政鵺物語』より
- 「たばこ切の三吉・中村歌右衛門」　大判　早稲田大学演劇博物館所蔵　※文政5年1月、中の芝居『けいせい染分總』より
- 「団扇当世競」　大判4枚　早稲田大学演劇博物館所蔵　※文政7年5月、大坂堀江市ノ側芝居『芦屋道満大内鑑』より
- 「お岩・三世尾上菊五郎」　大判2枚続　※文政9年正月、角の芝居『いろは仮名四谷怪談』より
- 「石川五右衛門・中村歌右衛門」　大判　池田文庫所蔵　※文政9年7月、中の芝居『木下蔭狭間合戦』より

### 肉筆画
| 作品名                   | 技法     | 形状・員数 | 所有者               | 年代              | 落款・印章                               | 備考                                                           |
| ------------------------ | -------- | ---------- | -------------------- | ----------------- | ---------------------------------------- | -------------------------------------------------------------- |
| 二代目嵐吉三郎の忠兵衛   | 紙本着色 | 1幅        | 千葉市美術館         |                   |                                          |                                                                |
| 二代目嵐吉三郎の鳥居又助 | 紙本着色 | 1幅        | 千葉市美術館         |                   |                                          |                                                                |
| 芝翫舞台姿図             | 絹本着色 | 1幅        | 熊本県立美術館       |                   | 落款「浪花 春好斎」/白文方印（印文不明） | 三代目中村歌右衛門（俳名芝翫）を描いたもの。「芝翫」の画賛あり |
| 初代嵐璃寛像             | 絹本着色 | 1幅        | メトロポリタン美術館 | 1812年（文化9年） |                                          |                                                                |